# Xã Liberty, Quận Ransom, Bắc Dakota
Xã Liberty (tiếng Anh: Liberty Township) là một xã thuộc quận Ransom, tiểu bang Bắc Dakota, Hoa Kỳ. Năm 2010, dân số của xã này là 118 người.